# Shādī al-Waysī
Shadi Mohammad al-Waisi (in arabo شادي محمد الويسي‎?; Aleppo, 1985) è un giudice e politico siriano e ministro della Giustizia del Governo di transizione siriano dal 10 dicembre 2024 al 29 marzo 2025. È stato anche ministro della Giustizia del Governo di Salvezza Siriano siriano durante il suo sesto mandato, a partire dal 2022 e fino alla caduta del governo di Assad nel dicembre 2024.
Nel 2015, ricoprendo il ruolo di giudice per il Fronte al-Nusra, è stato ripreso dalle telecamere mentre presenziava a delle esecuzioni pubbliche di donne siriane. In uno di questi eventi condannava a morte una donna per prostituzione.

## Biografia

### Giovinezza ed educazione
Al-Waisi ha conseguito una laurea in Sharia islamica e un diploma di abilitazione all'insegnamento. Sta inoltre lavorando a una tesi di master in studi islamici e giudiziari. Prima della sua carriera giudiziaria e politica, ha lavorato come insegnante di educazione islamica e ha servito come imam e predicatore ad Aleppo per sette anni.

## Durante la guerra civile siriana

### Al-Nusra
In un video, girato nel gennaio 2015 a Maarrat Misrin, si vede al-Waisi tra gli spettatori di un'esecuzione pubblica. Il video mostra una donna che viene giustiziata con un singolo proiettile alla testa dopo essere stata presumibilmente condannata per prostituzione.
In un altro video, registrato circa una settimana dopo ad Hafasraja, è avvenuta un'esecuzione simile per una donna con le stesse accuse. Questa volta si vede al-Waisi, che era un giudice del Fronte al-Nusra, pronunciare personalmente il verdetto accanto alla condannata e fare segno al boia di procedere. L'esecuzione è stata eseguita con un singolo proiettile alla testa.

### Governo di salvezza siriano
Durante la guerra civile siriana, ha svolto un ruolo nella creazione di istituzioni giudiziarie nelle aree sotto il controllo delle fazioni dell'opposizione. Ha co-fondato l'Autorità della Sharia a Dhahret Awad ed è stato giudice. In seguito, è entrato a far parte dei quadri dell'Autorità Quadripartita della Sharia ad Aleppo, dove ha ricoperto incarichi di giudice militare, giudice d'appello e pubblico ministero.
Al-Waisi ha anche fondato e presieduto il Progetto di Circuito Giudiziario e ha istituito istituzioni giudiziarie chiave, tra cui il Tribunale di Salqin, il Tribunale di Hreitan e il Tribunale della Badiya settentrionale. Oltre a questi ruoli, è stato a capo del Tribunale per i reati civili e della Corte d'appello penale sotto il Governo di Salvezza siriano. È anche membro del Consiglio giudiziario supremo.

## Ministro della Giustizia
Nel 2024, al-Waisi ha iniziato a ricoprire il ruolo di ministro della Giustizia nel governo di transizione siriano guidato dal primo ministro Mohammed al-Bashir, dopo la caduta del governo di Assad e la decisione che i ministri del governo di salvezza ricopriranno gli stessi ruoli nel governo di transizione fino al marzo 2025.
I video di al-Waisi che approvavano le esecuzioni di donne, risalenti al suo incarico di giudice del Fronte al-Nusra, sono riemersi poco dopo la sua nomina a ministro della Giustizia e hanno scatenato le critiche.